# David Alonso Castillo
David Alonso Castillo (Maó, 21 de gener de 1989) és un ciclista en pista menorquí. El 2008 fitxà per l'equip EBE-Illes Balears i el 2010 participà en els Campionats del Món de ciclisme en pista de Copenhague.

## Palmarès
- 2007
  - 2n al Campionat d'Europa júnior en Quilòmetre Contrarellotge
- 2010
  -  Campió d'Espanya de Velocitat per equips (amb David Muntaner i Tomeu Gelabert)
- 2011
  -  Campió d'Espanya de Velocitat per equips (amb Rubén Donet i José Miguel Caldentey)